# Filaret Galtjev
Filaret Ilitj Galtjev (ryska: Филарет Ильич Гальчев) alternativt Filaretos Kaltsidis (grekiska: Φιλάρετος Καλτσίδης), född 26 maj 1963 i Tbilisi, Georgiska SSR, Sovjetunionen, är en rysk affärsman och entreprenör.
Han har sina affärsverksamheter inom branscherna för cement och kemisk industri, tidigare hade Galtjev även intressen i kolbrytning. Han har nära kopplingar till oligarkerna Sulejman Kerimov och Aleksandr Nesis. Den amerikanska ekonomitidskriften Forbes rankar Galtjev som världens 2 124:e rikaste med en förmögenhet på $1 miljard för den 6 mars 2018.
Galtjev avlade en examen vid Moskovskij Gosudarstvennyj Gornyj Universitet.
Han äger superyachten Sapphire. Galtjev härstammar från Pontierna.